# Szczuczyna
Szczuczyna (niem. Hecht-Graben) – struga w północno-zachodniej Polsce, w woj. zachodniopomorskim, w powiecie kamieńskim, płynąca przez wschodnią część Wybrzeża Trzebiatowskiego przy cieśninie Dziwnie.
Struga ma źródła na obszarze między wsiami Rzeczyn a Piaski Wielkie, w gminie Wolin. Od źródeł Szczuczyna płynie na północny wschód i na obszarze Bagna Za Gorzelcem odbija na północny zachód. Dalej uchodzi przy południowej części wsi Kukułowo.
Niemiecka nazwa strugi to Hecht-Graben. W 1948 r. wprowadzono urzędowo rozporządzeniem nazwę Szczuczyna.